# 飯田晴子
飯田晴子（12月21日—，血型AB型、射手座）、日本漫畫家，福岡縣直方市出身。代表作是《幻獸奇緣》。

## 作品

### 漫画
- 校園傳說、全1冊、原名《School Reverse》
- 天方夜語、4冊待續、原名
- 羊天使的夢幻宅急便、全1冊、原名
- 幻獸奇緣、全10冊、原名
- 太陽與月人、全1冊、原名
- 未完之月、全6冊、原名
- 風姿花傳、全3冊、原名
- 奇幻冒險王、全2冊、原名
- 原名《Witch》（尚未有中文版）

### 插绘
- 银之海 金之大地（日语：銀の海 金の大地）